# Windhoek
Windhoek (/ˈvɪnt.hʊk/ VINT-huuk; tiếng Đức: Windhukⓘ; tiếng Khoekhoe: ǀAiǁgams; tiếng Herero: Otjomuise) là thủ đô và thành phố lớn nhất của Cộng hòa Namibia. Nó tọa lạc tại Miền Trung Namibia, ở khu vực cao nguyên Khomas Highland, khoảng 1.700 mét (5.600 ft) trên mặt nước biển, và gần như nằm chính xác tại trung tâm quốc gia về mặc địa lý. Dân số của Windhoek năm 2011 là 325.858, và đang tăng lên so sự di cư từ khắp Namibia.
Windhoek phát triển nhanh chóng sau khi Jonker Afrikaner, tù trưởng của người Orlam, định cư tại đây năm 1840 và lập một đền thờ đá cho người dân của ông. Những thập kỷ sau đó, nhiều cuộc chiến và hoạt động vũ trang đã làm thành phố suy tàn và bị phá hủy. Windhoek được tái lập một lần nữa năm 1890 bởi Thiếu ta Đức Major Curt von François, khi vùng này trở thành của thuộc địa của Đức.
Windhoek là trung tâm kinh tế, xã hội, chính trị và văn hóa của đất nước. Gần như tất cả các tổ chức kinh doanh, cơ quan chính phủ, giáo dục và tổ chức văn hóa của Namibia đều tập trung tại đây.